# Batrachosuchus
Il batracosuco (gen. Batrachosuchus) è un anfibio estinto, appartenente ai temnospondili. Visse tra il Triassico inferiore e il Triassico medio (Induano - Anisico, circa 251 - 242 milioni di anni fa) e i suoi resti fossili sono stati ritrovati in Africa e in Australia.

## Descrizione
Questo animale doveva assomigliare a un'enorme salamandra, ma il capo era estremamente corto e largo. Di forma pressoché triangolare, il cranio era molto più largo che lungo, e presentava orbite piuttosto piccole e relativamente ravvicinate, posizionate nella metà anteriore della testa. Il cranio era percorso da notevoli solchi che indicavano la presenza di una linea laterale molto sviluppata. Le fauci, estremamente larghe, erano delimitate da una dentatura composta da piccoli denti aguzzi e conici. Non era presente la tipica incisura otica, caratteristica di numerosi altri temnospondili, e non erano presenti corna tabulari. 

## Classificazione
Batrachosuchus venne descritto per la prima volta da Robert Broom nel 1903, sulla base di fossili rinvenuti nella zona di Aliwal North in Sudafrica, in terreni risalenti all'Anisico. La specie tipo è Batrachosuchus browni. Altre specie attribuite a questo genere sono state ritrovate in Zambia (B. concordi, sempre dell'Anisico) e in Australia (B. henwoodi, risalente all'inizio del Triassico). La specie australiana era stata attribuita inizialmente al genere Blinasaurus, ma successive ricerche hanno permesso l'attribuzione a Batrachosuchus.
Batrachosuchus è un membro dei brachiopidi, un gruppo di anfibi temnospondili dal cranio singolarmente corto e largo, tipici di ambienti di acqua dolce della prima parte del Mesozoico. Sembra che Batrachosuchus fosse un membro relativamente derivato di questo gruppo.

## Paleobiologia
I notevoli solchi della linea laterale indicano uno stile di vita strettamente legato all'ambiente acquatico. L'ampia bocca di Batrachosuchus permetteva all'animale di creare un risucchio e le prede (piccoli pesci) venivano in questo  modo inghiottite.